# ISO 3166-2:GM
ISO 3166-2:GM é a entrada para a Gâmbia na ISO 3166-2, parte da padronização ISO 3166 publicada pela Organização Internacional de Normalização (ISO), que define códigos para os nomes das principais subdivisões (por exemplo, províncias ou estados) de todos os países codificados na norma ISO 3166-1.
Atualmente, para a Gâmbia, os códigos ISO 3166-2 são definidos 1 para cidade e 5 para divisões. A cidade de Banjul é a capital do país e tem status especial igual às divisões.
Cada código consiste em duas partes, separadas por um hífen. A primeira parte é GM, o código ISO 3166-1 alfa-2 da Gâmbia. A segunda parte é uma carta. O código para o rio Central é de seu antigo nome, MacCarthy Island.

## Códigos atuais
Os nomes das subdivisões são listados como na norma ISO 3166-2 publicada pela ISO 3166 Agência de Manutenção (ISO 3166/MA).
Clique no botão no cabeçalho para classificar cada coluna.
| Código | Nome da subdivisão (en) | Categoria de subdivisão |
| ------ | ----------------------- | ----------------------- |
| GM-B   | Banjul                  | cidade                  |
| GM-M   | Central River           | divisão                 |
| GM-L   | Lower River             | divisão                 |
| GM-N   | North Bank              | divisão                 |
| GM-U   | Upper River             | divisão                 |
| GM-W   | Western                 | divisão                 |

## Mudanças
As seguintes alterações na entrada estão listadas no catálogo online da ISO, a Plataforma de Navegação Online:
| Data efetiva da mudança | Breve descrição da mudança                                                                |
| ----------------------- | ----------------------------------------------------------------------------------------- |
| 17 de março de 2017     | Mudança do nome completo                                                                  |
| 31 de março de 2016     | Mudança do nome completo                                                                  |
| 27 de dezembro de 2015  | Atualização da lista de fontes                                                            |
| 18 de dezembro de 2014  | Alinhamento do nome abreviado em inglês minúsculo e do nome completo em inglês com UNTERM |
| 3 de novembro de 2014   | Atualizar a origem da lista                                                               |